# Пересыпкин, Иван Терентьевич
Ива́н Тере́нтьевич Пересы́пкин (5 [18] июня 1904, Горловка, Екатеринославская губерния — 12 октября 1978, Москва) — советский военачальник, Народный комиссар связи СССР (1939—1944), заместитель Народного комиссара обороны СССР (1941—1944), начальник Главного управления связи Красной Армии (1941—1946), начальник войск связи Сухопутных войск СССР (1946—1957). Маршал войск связи (21 февраля 1944).

## Биография
Родился в городе Горловка (ныне — Донецкой области) в семье рабочего ртутного рудника. Вскоре после рождения был увезен к родственникам в деревню Протасово Малоархангельского уезда Орловской губернии. В 1916 году окончил четырёхлетнюю народную школу. С 1916 года работал на шахте Новомосковского рудника в Донбассе (г. Горловка).
В апреле 1919 года вступил в Красную Армию, участвовал в Гражданской войне (Южный фронт). В 1920 году был уволен в запас как несовершеннолетний, работал в железнодорожной милиции, на руднике и на заводе.
В 1923 году вернулся в РККА. В 1924 году окончил Военно-политическую школу Украинского военного округа (Киев). Член ВКП(б) с 1925 года. С 1925 года служил в эскадроне связи 1-й кавалерийской дивизии: политрук эскадрона, военком эскадрона, командир отдельного эскадрона связи. В 1932 году его направили учиться в академию. В 1937 году окончил Военную электротехническую академию РККА. В том же году назначен военным комиссаром Научно-исследовательского института связи РККА. С января 1938 года — военный комиссар Управления связи Красной армии, тогда же ему было присвоено звание полковника. С марта 1939 года — заместитель начальника Управления связи РККА И. А. Найдёнова.
С 10 мая 1939 года по 22 июля 1944 года — нарком связи СССР. Это назначение сам Пересыпкин для себя считал роковым, поскольку абсолютно все предыдущие руководители этого ведомства были расстреляны (Смирнов — в 1936 году, Любович, Антипов, Рыков, Ягода, Халепский — в 1938 году и Берман — в 1939 году). С июля 1941 года одновременно — заместитель наркома обороны СССР (по ноябрь 1944 года) и начальник Главного управления связи Красной Армии (по 1946 год). Вспоминал: «Вечером 22 июля я неожиданно был вызван к Сталину… В приемной вождя находился начальник Управления связи Красной Армии генерал-майор Н. И. Гапич… Сталина доклад генерала не удовлетворил… он объявил Гапичу об освобождении от занимаемой должности. Генерал вышел из кабинета, а со мной состоялся краткий разговор. Сталин заявил, что начальником Управления связи назначаюсь я с сохранением за мной и поста народного комиссара связи СССР. Помимо этого я стал и заместителем наркома обороны».
Во время Великой Отечественной войны обеспечивал управление войсками связи и обеспечение связью действующей армии. Лично выезжал на фронт 24 раза (некоторые его командировки на фронт превышали 2-3 месяца), непосредственно участвовал в битве за Москву, Сталинградской битве, Курской битве, в освобождении Украины, Белоруссии, Прибалтики. Генерал-лейтенант войск связи (27.12.1941). Генерал-полковник войск связи (31.03.1943).
Воинское звание маршал войск связи присвоено 21 февраля 1944 года. Пересыпкин был первым обладателем этого звания. Кроме того, Пересыпкин наряду с авиатором А. Е. Головановым стал самым молодым обладателем звания маршала рода войск — в 39-летнем возрасте.
Начальник войск связи Сухопутных войск (1946—1957). В 1956 году тяжело заболел и в январе 1957 года был освобождён от должности, находился в распоряжении Министра обороны СССР, был научным консультантом при заместителе министра обороны СССР. С апреля 1958 года — военный инспектор-советник в Группе генеральных инспекторов Министерства обороны СССР.
Жил в Москве. Несмотря на состояние здоровья вёл активную деятельность. Был председателем Федерации радиоспорта СССР, председателем Исторической комиссии при президиуме Научно-технического общества радиотехники, электроники и связи имени А. С. Попова. Автор большого количества книг и статей по вопросам истории и современных проблем связи, член редколлегии журнала «Радио».
Член Центральной ревизионной комиссии ВКП(б) (1941—1952). Депутат Верховного Совета СССР 2-го созыва (1946—1950). Избран в Совет Союза от Стерлитамакского избирательного округа № 336. Жители города Ишимбая и Макаровского района встретились со своим кандидатом в депутаты 21 января 1946 года в клубе им. С. М. Кирова. Маршал сказал:
Дав согласие баллотироваться … я отлично понимаю, что принимаю на себя большую и почетную ответственность…Нам вместе предстоит восстановить разрушенное хозяйство.

Накануне выборов в Верховный Совет СССР к нам должен был приехать из самой Москвы не кто-нибудь, а заместитель Народного комиссара обороны СССР, маршал войск связи СССР И. Т. Пересыпкин — кандидат по Стерлитамакскому избирательному округу № 336.
Мы, руководители города, решили рискнуть, воспользовавшись моментом, и в качестве наказа избирателей попросить Ивана Терентьевича, чтобы он решил вопрос о постройке моста через реку Белая. Заготовили бумагу-прошение на этот счет и вложили её в папку, чтобы передать её маршалу. После знакомства и предвыборных мероприятий такой момент настал. Во время прощального ужина, когда маршал стал говорить о своих возможностях, мы и обратились к кандидату в депутаты с этим наказом. Маршал бумагу подписал и вскоре уехал к себе в Москву.

Через некоторое время мы через нарочного напомнили Ивану Терентьевичу об его обещании. Маршал, что делает ему честь, от данного им слова офицера не отказался. Он приказал направить из Челябинска батальон солдат на строительство моста, а ишимбайцы разместили служивых в домах, расположенных по ул. Бульварная.— 
Скончался 12 октября 1978 года. Похоронен на Новодевичьем кладбище Москвы.

## Награды
- 4 ордена Ленина (19.01.1943[14], 6.05.1946, 17.06.1954, 17.06.1964):
- Орден Октябрьской Революции (17.06.1974)
- 2 ордена Красного Знамени (3.11.1944, 3.11.1953)
- Орден Кутузова 1-й степени (29.07.1944)
- Орден Красной Звезды (22.02.1968)
- Орден «За службу Родине в Вооружённых Силах СССР» 3-й степени (21.02.1978)
- Медаль «За оборону Москвы»
- Медаль «За оборону Сталинграда»
- Ряд других медалей СССР
- Почётный гражданин города Горловка

иностранные награды
- Орден Возрождения Польши 4-й степени (Польша, 6.10.1973)
- Орден «Крест Грюнвальда» 1-й степени (Польша, 21.05.1946)
- Орден Красного Знамени (Монголия, 6.07.1971)
- Орден Национального освобождения (Югославия)
- Орден Партизанской звезды 1-й степени (Югославия)
- Медаль «30 лет Халхин-Гольской Победы» (1969)
- Медаль «50 лет Монгольской Народной Армии» (1971)
- Медаль «50 лет Монгольской Народной Революции» (1971)
- Медаль «За укрепление дружбы по оружию» 1-й степени (ЧССР)

## Память
- Памятник маршалу войск связи И. Т. Пересыпкину открыт на территории Военно-патриотического парка культуры и отдыха Вооружённых Сил Российской Федерации «Патриот» в Московской области (2023)[15]
- Бюст Ивана Терентьевича Пересыпкина и мемориальная экспозиция посвященная ему, размещены на территории Военного учебного центра при Южном Федеральном Университете в г. Таганроге.
- Бюст Ивана Терентьевича Пересыпкина установлен на аллее маршалов войск связи на территории Военной академии связи имени С. М. Будённого в Санкт-Петербурге[16].
- Имя И. Т. Пересыпкина с 7 сентября 1985 года носило Кемеровское высшее военное командное училище связи, в 2009 году расформированное.
- Именем И. Т. Пересыпкина названа улица в Горловке.

## Сочинения
- Пересыпкин И. Т. Радио на службе обороны страны. — Москва: Военное издательство, 1946.
- Пересыпкин И. Т. Военные радисты. — Москва: Издательство ДОСААФ, 1955.
- Пересыпкин И. Т. Связь в начальный период войны. — Москва: Воениздат, 1960.
- Пересыпкин И. Т. Военная радиосвязь. — Москва: Воениздат, 1962.
- Пересыпкин И. Т. … а в бою ещё важней. — Москва: Советская Россия, 1970.
- Пересыпкин И. Т. Связисты в годы Великой Отечественной. — Москва: Связь, 1972.
- Связь в Великой Отечественной войне.. — М.: Наука (издательство), 1973. — 282 с. — (Вторая мировая война в исследованиях, воспоминаниях, документах). — 25 000 экз.
- Пересыпкин И. Т. Связь сердец боевых. — 2-е изд., доп. — Донецк: Донбас, 1979[17].
- Пересыпкин И. Т. Связь СССР в Великой Отечественной войне. — Санкт-Петербург: Галарт, 2014[18].
- Пересыпкин И. Т. Связь в операциях на подступах к Днепру и при его форсировании. // Военно-исторический журнал. — 1968. — № 9. — С.60-70.
- Пересыпкин И. Т. Связь в битве под Сталинградом. // Военно-исторический журнал. — 1969. — № 11. — С.60-77.
- Пересыпкин И. Т. Маршал войск связи А. И. Леонов (к 70-летию со дня рождения). // Военно-исторический журнал. — 1972. — № 5. — С.121-124.
- Пересыпкин И. Т. Связь в Маньчжурской операции. // Военно-исторический журнал. — 1975. — № 10. — С.73-78.
- Пересыпкин И. Т. Организация и осуществление связи в наступательных операциях общевойсковых армий. // Военно-исторический журнал. — 1976. — № 12. — С.43-51.
- Пересыпкин И. Т. Организация и осуществление связи в оборонительных операциях общевойсковых армий. // Военно-исторический журнал. — 1977. — № 7. — С.56-62.
- Пересыпкин И. Т. Узлы связи во фронтовых и армейских операциях. // Военно-исторический журнал. — 1978. — № 1. — С.28-38.